# 알칼디야 SC
알칼디야 SC(아랍어: نادي الخالدية الرياضي, 영어: Al-Khaldiya Sports Club)는 2020년에 창단된 바레인의 축구 클럽으로, 하마드타운을 연고로 하고 있다. 현재 바레인의 최상위 리그인 바레인 프리미어리그에 참가하고 있다.